# Wu Xing
O wu-xing (em chinês: 五行; "cinco" [Wu] e "andar" [Hsing], pinyin rom.: wǔxíng) é a filosofia chinesa dos cinco fases ou cinco elementos baseada na filosofia do Yin-Yang, possivelmente sistematizada pelo naturalista Tsou Yen (Zou Yan) entre 350 e 270 a.C., classifica os fenômenos naturais e as suas relações de acordo com o conhecimento chinês tradicional; e afirma que o mundo material é formado por elementos básicos (fogo; água; madeira; metal, e; terra). Que existe uma interação recíproco entre eles que determinaria seu estado de constante mudança. E estabelece uma matriz onde tudo pode ser classificado de acordo com estes elementos ou relacionados à eles (analogia, similaridade, matriz aplicada à acupuntura)

## História
De acordo com Ronan, historiador da ciência da Universidade  Cambridge a teoria wu-xing foi estabelecido e sistematizada pelo naturalista Zou Yan (305-240 a.C.) entre 350 e 270 a.C.. Um destacado membro da Academia Chin Hsia (Zhi-Xia) do príncipe Hsuan (Xuan), também chamado "fundador do pensamento científico chinês".
A medicina tradicional chinesa é considerada como um complexo sistema etnomédico com milhares de anos de experiências práticas, com uma descrição narrativa própria (a exemplo do "Livro do Imperador Amarelo") organizada em escolas com relações mestre-discípulo instituídas formalmente.  

## Elementos
Os cinco elementos são:
- Fogo: em chinês 火, romanizado: huǒ;
- Áqua: em chinês 水, romanizado: shuǐ;
- Madeira: em chinês 木, romanizado: mù;
- Metal: em chinês 金, romanizado: jīn, e;
- Terra: em chinês 土, romanizado: tǔ.

A relação das cinco fases/elementos são: a madeira produz o fogo; o fogo produz a terra; a terra produz o metal; o metal produz a água, e; a água produz a madeira.

## Relações na acupuntura
Como se sabe o ambiente natural, como as mudanças de tempo e as condições geográficas influenciam grandemente as atividades fisiológicas, visível sobretudo nas epidemias sazonais de inverno (gripes, meningite) ou verão (diarreias), não passou despercebido à biomedicina nem à medicina tradicional chinesa. Segundo o Livro dos 4 Institutos (o.c.) esse reconhecimento, conecta a fisiologia e a patologia dos órgãos e tecidos zang-fu a muitos fatores ambientais e naturais. 
Esses fatores são classificados nas cinco categorias e são empregadas similaridades e alegorias para explicar os intrincados elos entre o ambiente externo (macrocosmos) e interno (psíquico / afetivo) de acordo com o Livro dos 4 Institutos (o.c. p.41), comum nos manuais de acupuntura.
A concepção ocidental de mente corresponde nas tradições chinesas aos "cinco espíritos" [五 神], que são chamados: Shen, Hun, Po, Yi e, Zhi, residentes respectivamente no Coração, Fígado, Pulmões, Baço e Rins. 
(Nota: estas são as coordenadas do Hemisfério Norte, onde o Polo localiza-se ao Norte, oposto do Hemisfério Sul, onde o Polo localiza-se ao Sul.)
| Elemento | Direção   | Cor      | Órgãos Zang        | Órgãos Fu                | Estação do ano      | Emoção              | Mente Alma |
| -------- | --------- | -------- | ------------------ | ------------------------ | ------------------- | ------------------- | ---------- |
| Madeira  | leste 東  | verde    | Fígado (肝)        | Vesícula biliar (胆)     | Primavera (春 chūn) | Raiva (怒 nù)       | Hun (魂)   |
| Fogo     | sul 南    | vermelho | Coração (心)       | Intestino delgado (小肠) | Verão (夏 xià)      | Alegria (喜 xǐ )    | Shen (神)  |
| Terra    | centro 中 | amarelo  | Baço-pâncreas (脾) | Estômago (胃)            | Canícula (天狼星)   | Preocupação (想 si) | Yi (意)    |
| Metal    | oeste 西  | branco   | Pulmão (肺)        | Intestino grosso (大肠)  | Outono (秋 qiū)     | Tristeza (悲 bēi)   | Po (魄)    |
| Água     | norte 北  | azul     | Rins (肾)          | Bexiga (膀胱)            | Inverno (冬 dōng)   | Medo (恐 kǒng)      | Zhi (志)   |

## Ciclos
Os processos de estimulação (tonificação) e inibição (sedação) do Qi (氣), a energia vital, "obedecem" as regras da relação entre os cinco elementos conhecidas como a lei da mãe-filho ou ciclo de geração e, a lei do avô-neto ou ciclo de inibição. (Livro dos 4 instituto o.c.; Marins, 1979 )